# اوگز
اوگز (به فرانسوی: Auguaise) یک کمون در فرانسه است که در canton of Moulins-la-Marche واقع شده‌است. اوگز ۲٫۲۵ کیلومتر مربع مساحت دارد ۳۰۰ متر بالاتر از سطح دریا واقع شده‌است.